# Doris Woods
Doris Woods   (Plaistow, 1 d'agost de 1902 - Caterham, 13 de setembre de 1956) va ser una gimnasta artística britànica que va competir durant la dècada de 1920.
El 1928 va prendre part en els Jocs Olímpics d'Amsterdam, on guanyà la medalla de bronze en el concurs complet per equips del programa de gimnàstica.